# Ölfrucht
Als Ölfrüchte im landwirtschaftlichen Sinn werden sämtliche Ernteprodukte von Ölpflanzen mit wirtschaftlicher Bedeutung zur Pflanzenölgewinnung bezeichnet, also sowohl Ölsaaten als auch ölliefernde Früchte und andere Pflanzenteile. Das Endprodukt wird sowohl als Speiseöl als auch als Kraftstoff für Verbrennungsmotoren eingesetzt. Das Öl wird entweder direkt, wie beispielsweise Rapsöl, oder auch in veresterter Form, beispielsweise Rapsmethylester, genutzt.
In Deutschland angebaute Ölfrüchte sind beispielsweise Raps, Sonnenblumen, Mohn, Hanf, Rübsamen, Lein, Kürbisse oder Senf. In anderen europäischen Staaten, vor allem im Mittelmeerraum, werden zu diesem Zweck auch Oliven angebaut, in anderen Teilen der Erde ebenso Erdnüsse, Palmen und Trauben. Außereuropäische Ölfrüchte sind Öl-, Kokospalme, Rizinus, Erdnuss, Sojabohne, Mandelbaum u. a.
Alle Öle, welche aus den verschiedenen Pflanzen bzw. Pflanzenteilen hergestellt werden, enthalten Fettsäuren wie beispielsweise die einfach ungesättigte Fettsäure Ölsäure.
| Ölpflanze   | Ölfrucht                            | Primärderivat       | Sekundärderivat             | häufigste Nutzung                                             |
| ----------- | ----------------------------------- | ------------------- | --------------------------- | ------------------------------------------------------------- |
| Raps        | Rapskörner (schwarz; Samen)         | Rapsöl              | Biodiesel (Rapsmethylester) | Speiseöl, Kraftstoff                                          |
| Sonnenblume | Sonnenblumenkörner (Samen)          | Sonnenblumenöl      |                             | Speiseöl                                                      |
| Lein        | Leinsamen                           | Leinöl              |                             | Nahrungs-, Heil-, Farb-, Korrosionsschutz- und Anstrichmittel |
| Senf        | Senfkörner (Samen der Senfpflanze)  | Senföl              |                             | Speisesenf                                                    |
| Oliven      | Fruchtfleisch / Olivenkerne         | Olivenöl            | Biodiesel                   | Speiseöl, ganze Frucht                                        |
| Erdnuss     | Samen der Erdnuss                   | Erdnussöl           |                             | Speiseöl, ganze Frucht, Erdnussbutter                         |
| Palmen      | Fruchtfleisch und Samen der Ölpalme | Palmöl / Palmkernöl | Biodiesel                   | Speiseöl, Kraftstoff                                          |
| Weintrauben | Weintraubenkerne                    | Traubenkernöl       |                             | Speiseöl, ganze Frucht, Saft,                                 |
| Kürbisse    | Kürbiskerne                         | Kürbiskernöl        |                             | Speiseöl                                                      |
| Soja        | Sojabohnen                          | Sojaöl              | Biodiesel (Sojamethylester) | Speiseöl, Kraftstoff                                          |
| Kokospalme  | Kokosnüsse                          | Kokosöl             |                             | Speiseöl, Speisefett (z. B. Palmin)                           |
| Avocadobaum | Avocados                            | Avocadoöl           |                             | Speiseöl                                                      |

Zur chemischen Zusammensetzung der Pflanzenöle siehe Pflanzenöle#Zusammensetzung.